# William Sidney Mount

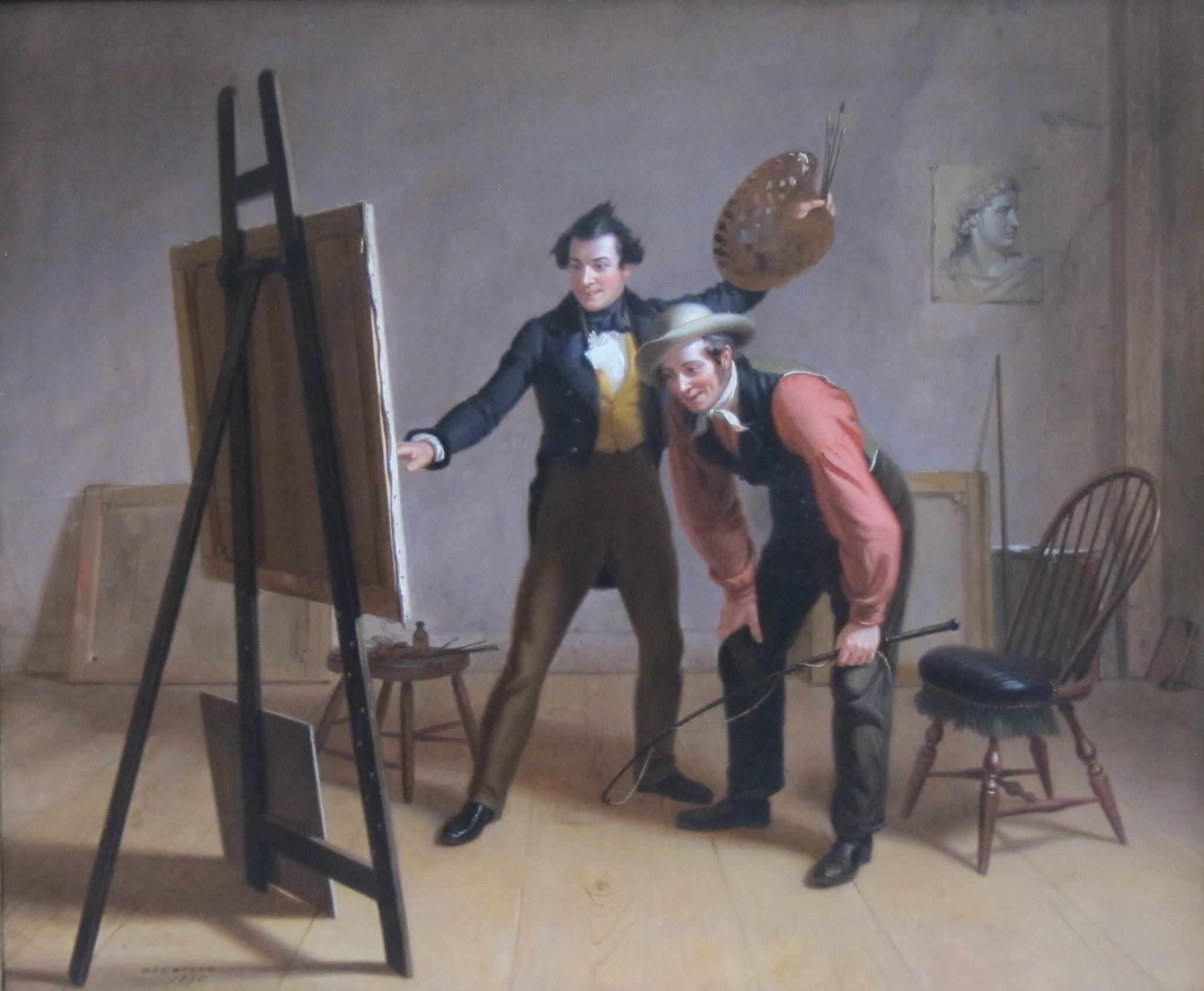
El triunfo del pintor, 1838.

William Sidney Mount (Setauket, 26 de noviembre de 1807 – 19 de noviembre de 1868) fue un pintor de género estadounidense, contemporáneo de la Escuela del río Hudson.

## Biografía
William Sidney Mount nació en Setauket, Nueva York. En 1824 empezó a aprender a dibujar junto a su hermano Henry, que era rotulista. Se formó a partir de 1826 en la Academia Nacional de Dibujo (National Academy of Design) de Nueva York, que se acababa de crear. En 1827 tuvo que volver a su pueblo, debido a una enfermedad, y allí permaneció durante dos años. Se ganó la vida como retratista en Nueva York hasta el año 1836.
Su casa y estudio, una granja en Stony Brook, actualmente conocida como la «William Sidney Mount House», es un hito histórico nacional. En ella reunió a un círculo de pintores y literatos. En los años 1850, Mount se interesó por el espiritismo. 
Una de las escuelas elementales en el distrito escolar de The Three Village Central tiene su nombre, así como la escuela elemental PS 174 en Rego Park, Queens.

## Obra
Comenzó como un pintor de cuadros de historia. Cultivó también el retrato y con el tiempo derivó hacia la representación de escenas de la vida cotidiana. Se le recuerda sobre todo por estas últimas escenas costumbristas, que reflejan la vida estadounidense de mediados del siglo XIX y se han convertido en prototipo de la forma de vida americana. 
Fue uno de los primeros artistas estadounidenses que pintó al aire libre tanto trabajos de género como paisajes. Sus obras son de composición sencilla, pero destaca su excelente dibujo, así como el cromatismo y la luminosidad de sus cuadros. Aunque nunca viajó fuera de los Estados Unidos, su estilo recuerda a veces a tendencias europeas como el Biedermeier o la pincelada impresionista.
La colección más amplia de sus obras se encuentra en el museo de Long Island llamado The Long Island Museum of American Art, History, and Carriages.
Entre sus pinturas más famosas se encuentran:
- Bargaining for a Horse («La venta del caballo», 1835, New-York Historical Society, New York City).
- Farmers Nooning («Granjeros», 1836, Museums de Stony Brook).
- Raffling for the Goose («El sorteo del ganso» o «Sorteo para ganso», 1837, Museo Metropolitano de Arte de Nueva York).
- Eel Spearing at Setauket («La pesca de la anguila en Setauket», 1845, New York State Historical Association, Cooperstown)
- The Power of Music («El poder de la música», 1847, Cleveland Museum of Art).
- Banjo Player («El tocador de banjo», 1856, Museos de Stony Brook).